# Giannis Giannoulis
Iōannīs Giannoulīs, en Griego:Ιωάννης "Γιάννης" Γιαννούλης (nacido el 5 de junio de 1976 en Toronto, Canadá) es un jugador de baloncesto griego. Con 2.08 metros de estatura, juega en la posición de ala-pívot.

## Trayectoria
- PAOK Salónica BC (1994-2001)
- Panathinaikos BC (2001-2002)
- Huntsville Flight (2003)
- Panionios BC (2003-2004)
- CB Málaga  (2004)
- BC Kiev (2004-2005)
- CB Sevilla (2006)
- Aris Salónica BC (2006-2007)
- Panionios BC (2007-2009)
- AEL Limassol  (2009-2010)
- Vouliagmeni (2010-2011)
- ASE Doukas  (2012-2013)
- Iraklis Kozanis  (2014-2015)
- Nikis Kalamarias (2015)